# 鹿児島市立東谷山中学校
鹿児島市立東谷山中学校（かごしましりつ ひがしたにやまちゅうがっこう）は、鹿児島県鹿児島市魚見町にある市立中学校。
谷山中学校や谷山北中学校との混同を避けるため、鹿児島市立東谷山中学校の場合、「ガッタニ、ヒガタニ」と略して呼ばれることが多い。校名は「東谷山」であるが、所在は魚見町であり、東谷山にはない。

## 概要
東谷山小学校および清和小学校の校区である。学校内の校庭へおりる階段からは桜島が一望でき、北側には桜丘中学校が見える。

## 時間割
時間割にテープスライド方式を採用していた。

## 沿革
- 1980年（昭和55年）4月1日 - 鹿児島市立東谷山中学校として開校[1]。

## 通学区域
- 中山町のうち清和小校区の全域
- 自由ケ丘一丁目のうち清和小校区の全域
- 魚見町の全域
- 小原町の全域
- 東谷山一丁目から七丁目の全域
- 清和一丁目、三丁目、四丁目の全域及び二丁目の清和小校区の全域
- 希望ケ丘町の全域
- 小松原一丁目及び二丁目の全域
- 東開町の全域

## 生徒会
- 生徒会本部
- 生活委員会
- 学習委員会
- 文化委員会
- 給食委員会
- 美化委員会
- 保体委員会
- 図書委員会
- 放送委員会

## 部活動
運動系
- 野球部
- サッカー部（男・女）
- 陸上部（男・女）
- テニス部（男・女）
- バレーボール部（男・女）
- バスケットボール部（男・女）
- 卓球部（男・女）
- 柔道部
- 剣道部
- 水泳部
- 弓道部

文化系
- 吹奏楽部
- 美術部
- 書道部

## 著名な出身者
- 高田康暉（陸上競技選手）[3]
- 小峯新陸（プロ野球選手）